# Kangwe
Kangwe é uma vila localizada no Distrito do Sul em Botswana. Possuía, em 2011, uma população estimada de 210 habitantes.